# Anne Carrière
Anne Carrière  ( Marsella, 20 de agosto de 1944 ) es una editora y escritora francesa, fundadora en 1993, junto a su marido Alain Carrière, de la editorial que lleva su nombre.

## Biografía
Anne Carrière, hija del editor Robert Laffont y hermana del periodista y presentador de televisión Patrice Laffont, nació el 20 de agosto de 1944. Tras cursar un grado en la Facultad de Letras y Ciencias Humanas de París (Sorbona), se incorporó al servicio de prensa del grupo familiar (1975-1991). Creó su propia casa editorial en 1993.
Además de escribir y publicar libros (con autores como Paulo Coelho, Laurent Gounelle, Robert Goolrick o Yannick Grannec, pero también con Patrick Graham o Françoise Xenakis), produce videojuegos en el marco de su empresa Anne Carrière Multimédia (de 1996 a 2003).
Es la madre de Stephen Carrière, escritor y editor.

## Obras
- L'Air de rien, Julliard, 1989 ISBN 978-2-260-00610-7
- Une chance infinie, La Table ronde, 2001 ISBN 978-2-7103-2403-4
- Un rêve en plus, Bernard de Fallois, 2010 ISBN 978-2-87706-711-9